# Gokujyō Parodius
Gokujyō Parodius (Fantastic Journey nell'edizione arcade statunitense) è un videogioco arcade sparatutto a scorrimento pubblicato nel 1994 per sala giochi e per Super Nintendo Entertainment System dalla Konami, terzo capitolo della serie iniziata nel 1988 con Parodius. È stato preceduto da Parodius DA! e seguito da Jikkyō Oshaberi Parodius e Sexy Parodius.

## Modalità di gioco
Questo capitolo presenta ancora molte rassomiglianze con il suo predecessore Parodius DA!. Nella sua versione arcade è inclusa la possibilità di giocare in due contemporaneamente, andata perduta nella versione per Super Famicom, ma rimpiazzata con la possibilità di giocare con un maggior numero di personaggi.
Non tutti i nuovi personaggi introdotti, inoltre, rispettano il classico schema di potenziamenti in voga da Gradius in poi: alcuni di essi al posto di avere delle options per aumentare la potenza di fuoco si avvalgono di una facoltà chiamata Grade Up che permette di potenziare l'arma in possesso in quel momento fino a cinque volte.

### Livelli
Il gioco è più breve del suo predecessore, con soli sette livelli anziché undici, che verranno qui introdotti:
1. l'interno di una gigantesca macchina da luna park conosciuta come Ufo Catcher in Giappone: si tratta di una sorta di braccio meccanico comandato da una leva e da utilizzare per raccogliere pupazzi o altri oggetti. Al termine del livello come boss si deve affrontare un panda vestito da ballerina classica.
2. un livello marino che ricorda molto il primo livello di Parodius DA!. Bisogna inoltre affrontare un "upgrade" del gatto/nave pirata del precedente episodio, qui trasformato in un sottomarino. Boss: una sirena gigantesca che attacca con ondate, bolle e la sua stessa voce stridula.
3. il castello di dolciumi, praticamente identico a un livello analogo del suo predecessore. Si deve scavare all'interno di ciò che sembra una colossale torta, per affrontare come boss un macchinario che spara crema pasticciera ed ha come nucleo da colpire tre omini di zenzero.
4. una ripresa delle "speed zone" della serie di Gradius, in ambientazione urbana completa di cartelli segnalatori che avvisano di pericoli incombenti. Navigando tra orde di pulcini teppisti si giunge alla fine al boss, un enorme macchinario meccanico lancia-missili dotato di ben tre nuclei da distruggere.
5. lo spazio esterno, zeppo di versioni miniaturizzate di noti boss di Gradius e che si conclude con un boss che riprende la forma dei power-up della serie: infatti, il suo attacco principale consiste nello scagliare raffiche di power-up (e, nei livelli di difficoltà più avanzati, anche delle bombe).
6. la luna, rivisitata secondo la leggenda giapponese che afferma che le macchie lunari rappresentano due conigli che pestano riso con martelli di legno per ricavarne mochi (una sorta di pappa di riso). Come nemici si incontrano infatti molti coniglietti, si devono evitare giganteschi martelli semoventi e si giunge al cospetto di un'enorme ragazza-coniglietta che non è ciò che sembra.
7. un dancing in cui si possono ammirare, nei fondali, decine di pinguini nelle pose più stravaganti. Miriadi di nemici di ogni genere per poi giungere a un boss finale, una piovra femmina orientaleggiante, facilissima da sconfiggere come da miglior tradizione di Gradius e seguiti.

Esistono poi due livelli speciali, che si possono affrontare solo dopo aver rispettato certi requisiti durante la partita, anche se non è ben chiaro quali.
- Livello speciale 1: l'astronave dei moai, già affrontata nel corso di Parodius DA!. Ci sono anche un boss di metà livello (il radar della nave, un altro moai) e di fine livello, un moai femminile che sputa altri moai simili a pezzi degli scacchi dalla bocca. Lo si può incontrare posto a random tra un livello e l'altro e se si viene eliminati si viene mandati direttamente al livello successivo (tuttavia, è possibile inserire nella schermata delle opzioni l'opzione revival che permette di continuare immediatamente la partita dopo morti per bypassare questo inconveniente).
- Livello speciale 2: dopo aver completato il gioco, si affronta questo stage molto simile al livello 5 regolare. Al termine si deve affrontare il vero boss finale, un pinguino robotico disegnato in stile realistico.

## Personaggi
Ai personaggi di Parodius DA! sono state aggiunte quattro facce nuove, che salgono a sette se si contano anche i personaggi aggiunti nella versione SNES. Da ricordare che ogni personaggio, dato che originariamente era prevista una modalità per 2 giocatori in contemporanea, ha una controparte con lo stesso armamentario; solitamente si tratta di versioni colorate in maniera differente del personaggio base.
- Personaggi originali
  - Vic Viper/Lord British : Lord British era la navicella comandata dal secondo giocatore in Salamander, il primo dei tanti seguiti di Gradius. Per il resto, come per tutti i personaggi presenti nei precedenti capitoli di Parodius, il loro arsenale rimane immutato.
  - Pentaro/Hanako : l'alter ego di Pentaro è la sua fidanzatina di color arancione, Hanako, con gli stessi suoi poteri.
  - Takosuke/Belial : questo polpo dovrebbe rappresentare un parente (figlio o nipote) dell'originale Tako di Parodius, e si differenzia da lui perché indossa un berretto con visiera. Belial è la sua fidanzata di colore giallo con un fiorelino in testa.
  - Twinbee/Winbee : Winbee è l'alter ego del secondo giocatore nei giochi della saga di TwinBee. Per il resto niente da segnalare.
- Personaggi nuovi della versione arcade
  - Koitsu/Soitsu : omettini stilizzati che volano su un aeroplano di carta e sono in grado di sparare missili a ricerca e sparo multiplo. Non possiedono "options" ma, con ogni upgrade, il numero di ometti sull'aeroplanino aumenta di uno. I nomi dei due personaggi sono dei pronomi giapponesi. Curiosità: il loro scudo è a forma di profilattico.
  - Mambo/Samba : due buffi pesci, ispirati nell'aspetto al pesce luna delle acque tropicali, il cui armamentario è una diretta parodia delle armi usate in R-Type; infatti la loro arma principale è un fascio di energia blu e rossa e come arma secondaria hanno uno sparo (bolle d'aria) che rimbalza contro le pareti dei livelli. Una volta scelta questa arma vengono affiancati da due pesci simili a loro ma molto più piccoli che si comportano in tutto e per tutto come gli "Homing Bits" di R-Type.Mambo compare anche nel videogioco The Legend of Zelda:Link's Awakening
  - Hikaru/Akane : due ragazze, vestite come conigliette di Playboy, che volano stando a cavalcioni di un missile e le cui options sono piccole teste di coniglio.
  - Michael/Gabriel : due maiali volanti, corredati dagli attributi che in Occidente identificano gli angeli (ali piumate e aureola), i cui nomi sono ripresi da due dei più noti arcangeli (Michele e Gabriele). Come armi hanno uno sparo a raggiera e dei fasci verticali di energia, e anche loro posseggono un upgrade delle armi al posto delle options. Il loro scudo verde (appropriatamente chiamato "aura") è ripreso dallo sparatutto Darius della Taito.
- Personaggi nuovi della versione Super Famicom
  - Goemon/Ebisumaru : Goemon torna dal primo Parodius per MSX (oltre che dalla serie di giochi a lui dedicati) ed è affiancato dall'amico ninja Ebisumaru. Il suo arsenale è una rivisitazione delle classiche armi di Vic Viper: Goemon sostituisce allo sparo normale le monete che è solito rubare o utilizzare nei giochi della sua serie, e come laser adotta un fascio di due pipe affiancate: la pipa è infatti la sua arma preferita. Le sue options sono i tipici gatti portafortuna giapponesi, che compaiono nella serie regolare di Goemon come bonus.
  - Dracula-kun/Kid D : Dracula-kun (qualcosa come "Draculino"), meglio noto in Occidente come Kid Dracula, nasce in un'altra serie parodistica della Konami di giochi a piattaforme che sono un tributo e una autoparodia della celebre serie Castlevania. Buona parte dell'arsenale di Dracula-kun è ispirata allo sparatutto Konami Axelay. Kid D è solo una variante di colore del personaggio.
  - Upa/Rupa : il bebè Upa, nato nel raro platform game Konami per NES Bio Miracle Boku tte Upa (ancor più raro con il suo nome occidentale Baby Land), è uno dei personaggi più potenti, dotato di una vasta gamma di bombe e armi a ricerca. È anche l'unico personaggio che allo scudo sostituisce il potere "Mega Crush" che distrugge istantaneamente tutti i nemici su schermo.

## Colonna sonora
Tra i brani di musica classica (e non) che fanno da sottofondo musicale ai vari livelli vi sono In The Mood, la Carmen di Georges Bizet, la Cavalcata delle Valchirie di Richard Wagner e Stars and Stripes Forever, oltre a un misto di filastrocche e canzoncine di pubblico dominio che comprende Mary Had a Little Lamb e London Bridge is Falling Down.